# Kotido (district)
Le district de Kotido est un district du nord-est de l'Ouganda. Sa capitale est Kotido.

## Économie
L'élevage est l'activité principale. L'agriculture est pratiquée à certains endroits.

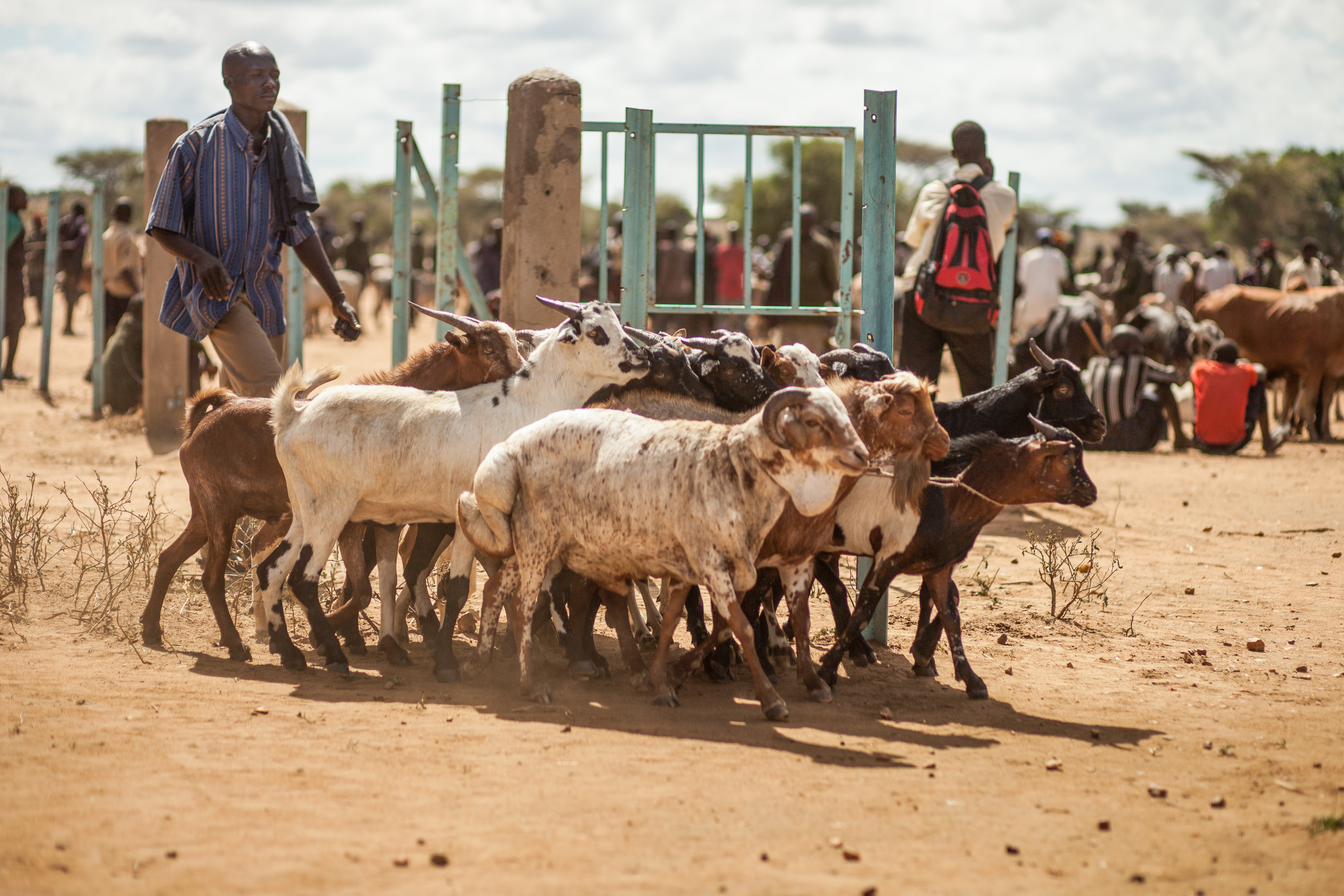
Un berger dans le district de Kotido (2014).